# Gare de New Carlisle
La  gare de New Carlisle à New Carlisle est desservie par Via Rail Canada. C'est une gare patrimoniale avec personnel. Il y a 3 trains par semaine, dans chaque direction. Elle fut inaugurée en 1898 comme étant la gare terminale du chemin de fer de la CN.
La gare de New Carlisle est actuellement fermée depuis le 17 septembre 2013
2013-09-17 : Fin du service d’autobus et arrêt complet du service VIA Rail en Gaspésie.
Plus d'informations, consultez la page suivante à: https://www.gaspetrain.org/notre-mission/via-rail-en-gaspesie/

## Situation ferroviaire
Établie à 11 mètres d'altitude, la gare de New Carlisle est située, au PK 158, sur la ligne de Matapédia à Gaspé, entre les gares de Bonaventure, en direction de Matapédia, et Port-Daniel, en direction du terminus de Gaspé.

## Service des voyageurs

### Desserte
Le service des voyageurs est suspendu depuis 2013 du fait du mauvais état de la ligne. Les travaux de réhabilitation de la voie sont en cours, la réouverture est prévue en 2025.